# Paleta cosmètica

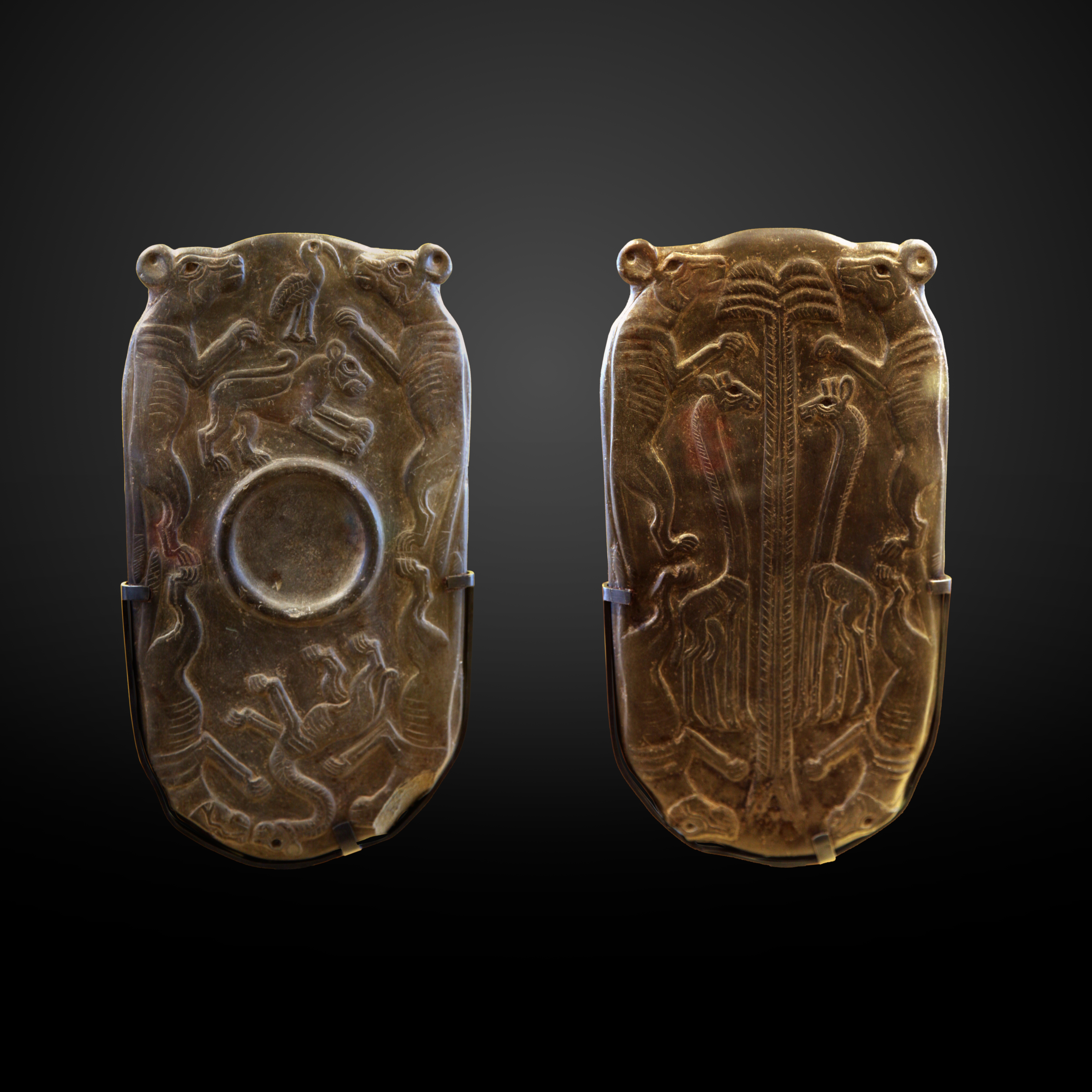
La Paleta dels Gossos, amb la cavitat circular al centre.

Les paletes a la prehistòria i els primers temps de l'antic Egipte, eren objectes artístics-religiosos utilitzats per a diluir els pigments, cremes o olis a la cavitat circular central tallada en una de les seves cares. Posteriorment va ser habitual trobar-les dins d'aixovars funeraris o com a ofrenes als temples. La seva evolució va anar cap a un ús sagrat o commemoratiu, utilitzant-se en temps més recents com a suport per a narracions èpiques. Les paletes estan elaborades en diferents materials com ara la pedra, ivori, fusta, la pissara o l'esquist.
D'altra banda, les paletes són un dels documents més antics dels quals es pot conèixer la història d'Egipte, ja que en elles es plasmaven tant fets mitològics com reals. Es daten en el període predinàstic, i es troben en les àrees d'assentament del Gerzense o Naqada II (3600-3200 aC aproximadament), cultura molt estesa que es pot trobar inclòs en la Baixa Núbia.
Algunes de les paletes més importants són:
- La Paleta de Narmer o Gran paleta de Nekhen, al Museu d'Antiguitats Egípcies.
- La Paleta del Gossos o dels xacals, al Museu del Louvre.
- La Paleta de Tehenu o de les ciutats, al Museu Arqueològic del Caire.
- La Paleta del Camp de Batalla, al Museu Britànic.
- La Paleta del Caçadors o de la caça del lleó, repartida entre el Museu Britànic i el Louvre.
- La Paleta del Bou, al Museu del Louvre.